# ميليسا مارشال
ميليسا مارشال (بالإنجليزية: Melissa Marshall)‏ هي ممثلة أسترالية، ولدت في القرن العشرين في أستراليا.

## أعمال

### مسلسلات
- فتاة من الغد
- نهاية الغد

## وصلات خارجية
- ميليسا مارشال على موقع IMDb (الإنجليزية)
- ميليسا مارشال على موقع أول موفي (الإنجليزية)
- ميليسا مارشال على موقع كينوبويسك (الروسية)